# Právnická fakulta Trnavské univerzity v Trnavě
Právnická fakulta Trnavské univerzity  poskytuje vysokoškolské vzdělání v denních i externích formách studia ve všech stupních studia. V prvním stupni (Bc.) a druhém stupni (Mgr.) se studuje studijní program právo. Fakulta poskytuje také několik doktorských studijních programů (studijní programy třetího stupně, akademický titul PhD.), které umožňují absolvovat rigorózní zkoušku a získat akademický titul JUDr.
Děkankou fakulty je doc. JUDr. Andrea Oľšovská, PhD. 

## Katedry a ústav
- Katedra pracovního práva a práva sociálního zabezpečení
- Katedra ústavního práva
- Katedra propedeutiky právnických předmětů
- Katedra občanského a obchodního práva
- Katedra teorie práva
- Katedra římského a církevního práva
- Katedra trestního práva a kriminologie
- Katedra správního práva, práva životního prostředí a finančního práva
- Katedra dějin práva
- Katedra mezinárodního a evropského práva
- Ústav práva duševního vlastnictví